# المشواش
المشواش، كلمة مصرية أطلقت على إحدى القبائل الليبية القديمة التي سكنت في غرب مصر قبل الميلاد، ويختصر الاسم في كثير من الأحيان في المنحوتات المصرية القديمة بلفظ (مي). ووفقا لمراجع مصرية فإن أصولهم ترجع إلي أحد القبائل الساحلية في ليبيا الحالية «وقداستوطنت الجماعات الليبية المذكورة في المصادر المصرية القسم الشرقى لليبيا»
ووقع موطنهم الأصلي في منطقة خليج سرت  إلا أنهم أخذوا يتجهون شرقآ ناحية الحدود المصرية حتى أنهم في عهد الأسرة المصرية الثانية والعشرون كانوا قد استوطنوا واحة الداخلة 
وقد عرفوا لاحقاً في المصادر الكلاسيكية، بـ اسم النسامونيس، نقلاً عن هيرودوت، فقد ذكر أوريك بيتس أن النسامونيس وهى من أشهر القبائل الليبية وأكثرها عدداً، قد حلت محل المشواش (المشاوش) وكانوا يعيشون جنوب غرب جيارنهم الأوسخيساى، ولم تقتصر منطقتهم فقط على المنطقة الساحلية المطلة على خليج سرت وإنما تمتد للداخل حتى واحة أوجلة حيث كانت تذهب إليها صيفاً لجنى التمر وتترك قطعانها بجوار البحر كما ذكر هيرودوت. وإلى الغرب من النسامونيس كانت تقع أرض قبيلة المكاى حتى نهر كينوبس (وادى كعام).
ويطلق على المشواش مازيكس أو ماسيكس فهيرودوت يقول المازيكس يقولون بأنهم أحفاد الطرواديون.[بحاجة لمصدر] [رأي شخصي؟]
أما بالنسبة لشكل اسم الماشواش فان ”باتس“ يقرر ان اسم ”مشو“ هوشكل شائع عند «الليبيين» ويعني الشريف أو الحر، كما ان ”شا“ لا يمكن ان تشتق من القبائل لأنها كانت مستعملة قبل ان تظهر شعوب البحر في إفريقيا في عهد ”مرنبتاح“ وعلى ذلك نرى ان المشواش قوم ليبيون وليسوا من شعوب البحر.

## ملامحهم

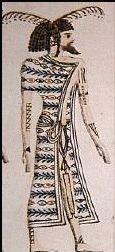
رجل من المشواش كما ورد في النقوش المصرية

من المشاهد المصورة على جدران معبد مدينة هابو يظهر المشواش بأهم الخصائص التي يميز بها الرسامون المصريون سكان ليبيا القدماء وهي اللحية المدببة، والأشرطة المتقاطعة على الصدر، والإزار والذيل والمعطف الطويل، وتزيين الرأس بالريش.

## تاريخهم

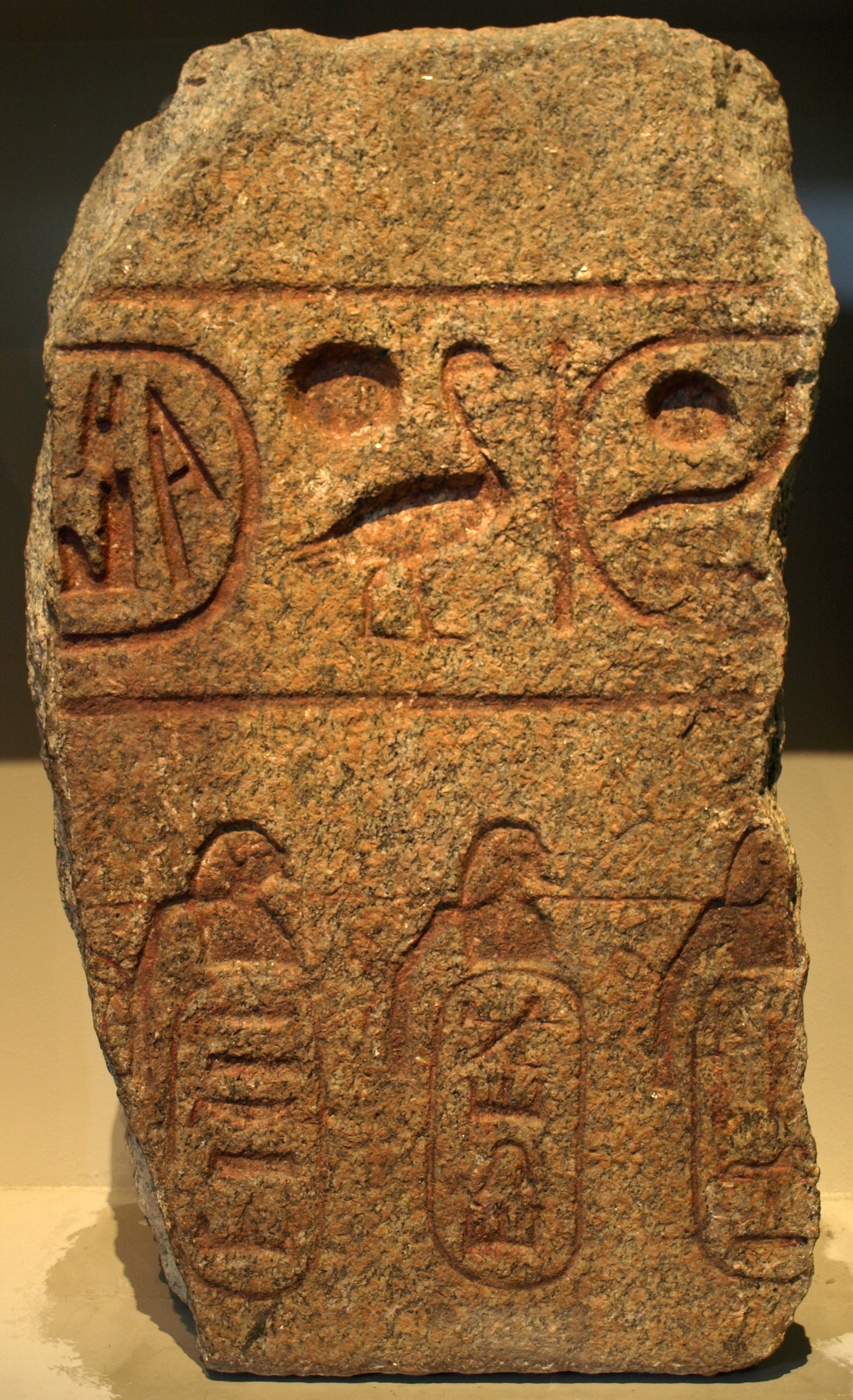
كتلة من الجرانيت الأحمر تُصوّر مدنًا أجنبية تم الاستيلاء عليها في عهد رمسيس الثاني. وهي: إيتر (في النوبة)، ومشوش (مجموعة عرقية ليبية).

منذ عصر الأسرة الثامنة عشرة وعلى وجه التحديد منذ عصر الملك تحتمس الثالث (1504-1450 ق.م) نقابل شعب المشواش كشعب يحضر الجزية أمام الفرعون، وقد ذكر اسمهم على جزء من آنية فخارية من قصر الملك امنحتب الثالث (1391-1353 ق.م)، حيث جاء في السطر الأول ما يدل على وصول أواني تحتوي على دهن طازج من أبقار المشواش، مما يدفعنا على الاعتقاد بأنه كانت هناك صلات اقتصادية بين مصر وشعب المشواش، وكذلك استخدام المشواش في جيش الملك رمسيس الثاني (1303-1213 ق.م) جنبا إلى جنب مع الشرادنة والقهق والنوبيين، ولم يظهر المشواش العداء لحكام مصر إلا في عصر الملك مرنبتاح (1213-1203 ق.م).
وقد بدأ المشواش مع بداية الأسرة الثامنة عشرة المصرية يتجمعون حول حدود مصر الغربية طلبا للإقامة في دلتا وادي النيل، وارتادوا أطراف منطقة الدلتا بحشود عسكرية بحثا عن محل لإقامتهم، أو كما تعلن النقوش ((إننا سنقيم في مصر، هكذا كانوا جميعا يقولون، ثم أخذوا يعبرون الحدود المصرية فوجا أثر فوج)).
ولذلك تم في عهد الملك رمسيس الثاني بناء خط دفاعي من الحصون امتد مسافة 341 كم بين راقورة وأم الرخم، وهو ما يشير إلى تهديدات جدية من الغرب، وهو ما اتضح جليا في عهد ابنه مرنبتاح الذين انتصر على القبائل الليبية ومنها المشواش التي أرادت غزو مصر، وقد كان المشواش على صلة وثيقة بشعوب البحر فأخذوا عنهم استعمال السيوف التي يتراوح طولها بين ثلاث وأربع أذرع – أي نصف طول حاملها تقريبا – وكانت تصنع عادة من البرونز أو النحاس. وقد دهش المصريون من نوعية هذه السيوف فحرصوا على جمعها في المعارك واعتبارها من أهم الأسلاب التي يحصلون عليها لدرجة أن مرنبتاح وضعها في مقدمة الأسلاب وعلى رأس قائمة الغنائم.
وفي عهد الملك سيتي الأول (1294-1279 ق.م) من الأسرة التاسعة عشرة نقش على معبد كرنك تفاصيل معركة حربية حدثت ضد القبائل الليبية، ويذكر النص الليبيين باسم: التحنو، وهذا الوصف من العبارات العامّة التي تصف الليبيين القدماء في اللغة المصريّة، ولم يذكر في هذا النص إن كان المشواش متورطين أم لا.
وثمة نص مدون من منتصف عصر الأسرة التاسعة عشر يذكر أن العمل كان يتوقف في جبانات دير المدينة بسبب القلاقل التي يتسبب فيها المشواش، ويبدو أنهم اشتركوا مع بقية القبائل الليبية في حرب ضد الملك رمسيس الثالث (1183-1152 ق.م) في العام الخامس من حكمه، كما أنهم كان لهم الدور الرئيسي ضده في حرب العام الحادي عشر من حكمه.
أما في عهد الأسرة العشرين وبالتحديد في عهد الملك رمسيس السادس (1145-1137 ق.م) فقد ورد في رسالة يرجع تاريخها إلى عهده ما يشير إلى تحركات عسكرية دائمة للمشواش، حيث ورد في السطر الثاني عشر منها: أن (واوات، والواحات ضمت لمصر العليا وطرد المشاغبون).
وهذه الأخبار تعزز القول أن المشواش كانوا منذ عصر الأسرة الثامنة عشرة في نزاع حربي متجدد مع الدولة المصرية للاستيطان في وادي النيل والدلتا، ولكن رغم فشلهم في الوصول إلى وادي النيل عن طريق الحرب إلا أنهم استطاعوا الاستقرار في الكثير من مناطق مصر سواء في حاميات الحدود أو بانضمامهم إلى الجيش كجنود).
وكان الجيش المصري ابتداءً من الأسرة العشرين يتكون من نسبة كبيرة من الليبيين، وقد كان ملوك مصر في ذلك الوقت يقدمون لهؤلاء الجنود هبات من الأرض كأجور لهم مما أدى إلى تكون جاليات عسكرية، وبرز منهم قيادات عسكرية ووصل بعضهم إلى مناصب هامة في البلاط الملكي وإلى مراكز القيادة في الجيش واستطاع أحدهم وهو شيشنق أن يتولى حكم مصر ويجمع بين يديه السلطتين المدنية والدينية بسهولة تامة بمجرد وفاة آخر ملوك الأسرة الواحد والعشرين وأسس حكم الأسرة الثانية والعشرين التي حكمت مصر قرابة قرنين من الزمان.
وتذكر لنا لوحة بعنخي في نهاية القرن الثامن قبل الميلاد أسماء ستة أمراء من المشواش على الأقل، وتذكرهم جميعا كحكام على مدن مختلفة في الدلتا من بينها المقاطعة (بوزوريس)، والمقاطعة (منديس).

## مناطقهم

خريطة توزيع القبائل الليبية البائدة

يرجح الباحثون أن المشواش سكنوا المناطق الشمالية من الصحراء الليبية وقد رأى بعض العلماء بأن المشواش هم أنفسهم المكسيس الذين أشار إليهم (هيرودوت) بأنهم يقيمون إلى الغرب من بحيرة تريتونيس.[مصدر هامشي غير موثوق]
ان القبائل الليبية التي عرفها المصريون هم الأسلاف المباشرون للقبائل الليبية التي وجدها الإغريق، فحل الادرماخداي محل التحنو، والجلجاماي محل الليبو والنسامونيين محل الماشواش، وسكن الاسبت جنوب برقة حتى بنغازي، بينما استقر البكاليس في توكرا ”توخيره“ 
وهم الذين يقطنون الإقليم المسمى الآن «سرنيكا» في البقعة المرتفعة من برقة 
كذلك يحدد سكولاكس موقع هذه القبيلة بأنه كانت تعيش في الأجزاء الشرقية من خليج سرت الكبير جنوب غرب قورينائية، وتمتد باتجاه الغرب حتى هياكل الإخوان فيلاني 
وقد يكونوا سكنوا المناطق الشمالية من الصحراء الليبية، ولكن مع بداية الأسرة المصرية الثامنة عشر بدأ المشواش يتجمعون حول حدود مصر الغربية طلباً للإقامة الدائمة حول دلتا وادي النيل 
ثم أخذوا يتجهون شرقا ناحية الحدود المصرية، حتى في زمن الأسرة المصرية الثانية والعشرين كانوا قد استوطنوا واحة الداخلة 